# NATO-Übungsplatz Siegenburg
NATO-Übungsplatz Siegenburg este o arie protejată (arie specială de conservare — SAC, sit de importanță comunitară — SCI, arie de protecție specială avifaunistică — SPA) din Germania întinsă pe o suprafață de 273,71 ha, integral pe uscat.

## Localizare
Centrul sitului NATO-Übungsplatz Siegenburg este situat la coordonatele 48°45′21″N 11°47′53″E / 48.7558°N 11.7981°E.

## Înființare
Situl NATO-Übungsplatz Siegenburg a fost declarat sit de importanță comunitară în martie 2001 pentru a proteja 5 specii de animale. Alte tipuri de protecție:
- arie de protecție specială avifaunistică (în septembrie 2006)[3]
- arie specială de conservare (în aprilie 2016)[2][4][5]

## Biodiversitate
Situată în ecoregiunea continentală, aria protejată conține 2 habitate naturale: Vegetație psamofilă uscată cu Calluna și Genista, Vegetație psamofilă uscată cu pășuni deschise de Corynephorus și Agrostis.
La baza desemnării sitului se află mai multe specii protejate de  păsări (5): caprimulg (Caprimulgus europaeus), ciocănitoare neagră (Dryocopus martius), ciocârlie de pădure (Lullula arborea), viespar (Pernis apivorus), pupăză (Upupa epops).
Pe lângă speciile protejate, pe teritoriul sitului au mai fost identificate 1 specie de reptile.